# ویتالی ایوانف
ویتالی ایوانف (روسی: Виталий Владимирович Иванов؛ زادهٔ ۳ فوریهٔ ۱۹۷۶) بازیکن هندبال اهل روسیه است.